# Burejo
El Burejo es un río cuyo curso discurre íntegramente por la provincia de Palencia, comunidad autónoma de Castilla y León, España. 
Nace en el pago de Prado Lozano, en las inmediaciones de Dehesa de Montejo, la primera localidad que atraviesa es Colmenares de Ojeda, para después recorrer las de Amayuelas de Ojeda, Pisón de Ojeda, Vega de Bur, Quintanatello, Olmos de Ojeda, Moarves, San Pedro de Ojeda, La Vid de Ojeda, Villabermudo, Zorita del Páramo y Herrera de Pisuerga, donde desemboca en el río Pisuerga, siendo uno de los principales tributarios de este en tierra palentina.
En su cabecera, es un típico arroyo de montaña que surge en unos prados húmedos cercanos a la llamada Peña de Cantoral en la cordillera Cantábrica, donde recoge las aguas procedentes del deshielo y las nevadas invernales. En la localidad de Colmenares, dobla prácticamente el caudal por la aportación del arroyo de san Millán o Valdeur. Sus otros afluentes principales son el riachuelo Tarabás, que recibe en Olmos, reuniendo este las aguas de la parte oriental de La Ojeda a través de múltiples arroyuelos, y el río de Payo, que desemboca en el Burejo poco antes de La Vid de Ojeda y hace lo propio con las de la parte occidental.
Forma el río Burejo, pues, una cuenca o valle que se corresponde de manera aproximada con los de la comarca de La Ojeda, que como hemos visto recorre de norte a sur.
Se trata de un río de modesto caudal, presentando un fuerte estiaje en los meses más calurosos (julio y agosto normalmente), mientras que en invierno el deshielo y los temporales hacen que muchas veces las aguas desborden su lecho. 
Sus aguas son aprovechadas por los pueblos circundantes en el regadío de, sobre todo, fincas de patatas o ajos, lo que limita aún más el caudal en verano. 
Al tratarse de un río que no atraviesa núcleos urbanos ni grandes poblaciones, la calidad de sus aguas es buena, lo que favorece la presencia abundante de peces, como la trucha. Hay un coto de la modalidad de pesca libre a la altura de la población de Herrera, cerca ya de su desembocadura. Antiguamente, existían muchos molinos en sus márgenes, vinculados casi siempre a las necesidades de las poblaciones adyacentes, destacando los de Colmenares, Amayuelas y Olmos. En la actualidad casi todos ellos han desaparecido.